# Eleição municipal de São Bernardo do Campo em 1988
As eleições municipais de São Bernardo do Campo no ano de 1988 foram realizadas no dia 15 de novembro do mesmo ano, em turno único. O vencedor foi Maurício Soares, ex-advogado do Sindicato dos Metalúrgicos de São Bernardo. Maurício se tornou prefeito vencendo Walter Demarchi ex-vice-prefeito, que o acabaria sucedendo 4 anos depois e também derrotando Tito Costa, ex-prefeito entre os anos de 1977 e 1983.
Esta foi a décima eleição direta para o comando da prefeitura na história da cidade, que visou eleger o 26º prefeito desde a criação do município antigo em 1889; o 13º desde a emancipação em 1944; e o 10º por sufrágio universal.

## Candidatos a prefeito
| Candidato(a)               | Partido | Nº | Coligação     |
| -------------------------- | ------- | -- | ------------- |
| Maurício Soares de Almeida | PT      | 13 | sem coligação |
| Walter José Demarchi       | PTB     | 14 | sem coligação |
| Tito Costa                 | PMDB    | 15 | sem coligação |
| Almiro Oliveira Salles     | PL      | 25 | sem coligação |
| José Carlos Aguiar Brito   | PV      | 43 | sem coligação |
| Bernardo Joffily           | PCdoB   | 24 | sem coligação |

### Turno Único
Com um total de 112.215 votos, o candidato Maurício Soares foi eleito com uma margem de cerca de quase 9% em relação ao segundo colocado. A cidade de São Bernardo contava com um total de 313.806 eleitores.
| Candidato(a)                  | Vice                   | Turno único 15 de novembro de 1988 | Turno único 15 de novembro de 1988 |
| Candidato(a)                  | Vice                   | Votação                            | Votação                            |
|                               |                        | Total                              | Porcentagem                        |
| ----------------------------- | ---------------------- | ---------------------------------- | ---------------------------------- |
| Maurício Soares (PT)          |                        | 112.215                            | 38,29%                             |
| Walter Demarchi (PTB)         |                        | 87.244                             | 29,77%                             |
| Tito Costa (PMDB)             |                        | 40.213                             | 13,72%                             |
| José Carlos Aguiar Brito (PV) |                        | 1.795                              | 0,61%                              |
| Almiro Oliveira Salles (PL)   |                        | 1.163                              | 0,40%                              |
| Bernardo Joffily (PCdoB)      |                        | 726                                | 0,25%                              |
| Total de votos válidos        | Total de votos válidos | 243.356                            | 77,55%                             |
| Votos em branco               | Votos em branco        | 33.057                             | 11,28%                             |
| Votos nulos                   | Votos nulos            | 16.662                             | 5,69%                              |
| Total                         | Total                  | 293.075                            | 93,39%                             |
| Abstenções                    | Abstenções             | 20.731                             | 6,61%                              |
| Total de eleitores            | Total de eleitores     | 313.806                            | 100%                               |
| Fonte: Acervo Folha           |                        |                                    |                                    |